# 查尔斯·莫里斯 (拳击运动员)
查尔斯·威廉·莫里斯（英語：Charles William Morris，1879年8月23日—1959年4月9日），生于亨顿，英国男子拳击运动员。他曾代表英国参加1908年夏季奥林匹克运动会拳击比赛，获得男子126磅级银牌。